# Embrithopoda

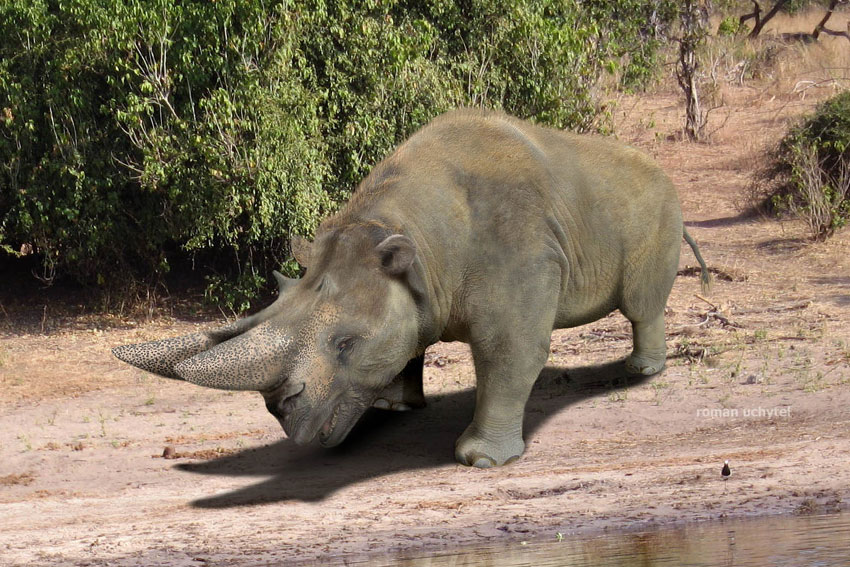
Rekonstrukce arsinoitheria

Embrithopoda (těžké nohy) je zaniklý řád savců žijící v období eocénu a oligocénu v Asii, Africe a jihovýchodní Evropě. Dnes se do tohoto řádu řadí 5 rodů, z nichž je nejlépe známé arsinoitherium. Šlo o býložravce.

## Popis
Ačkoliv se podobají nosorožcům, jejich rohy byly kostěné kryté keratinem. Šlo o příbuzné chobotnatců. Zřejmě patří do kladu afrotheria. Jejich fosílie byli nalezeny v Egyptě, Etiopii, Mongolsku, Turecku, Rumunsku, Namibii a Tunisku . Z Tuniska a Mongolska pochází fosílie embrithopodů, u kterých není identifikován rod.

## Klasifikace
Do toho řádu patří 5 rodů ve dvou čeledích. Do roku
- Čeleď Arsinoitheriidae Andrews 1904 (Namibie)
  - Rod Namatherium blackcrowense Pickford et al., 2008
  - Rod Arsinoitherium Beadnell 1902 (Egypt, Etiopie)
    - A. zitteli Beadnell 1902
    - A. andrewsii Lankester 1903
    - A. giganteus Sanders, Kappelman & Rasmussen 2004
- Čeleď Palaeoamasiidae Şen & Heintz 1979
  - Rod Hypsamasia seni Maas, Thewissen & Kappelman 1998 (Turecko)
  - Rod Palaeoamasia kansui Ozansoy 1966 (Turecko)
  - Rod Crivadiatherium Radulesco, Iliesco & Iliesco 1976 (Rumunsko)
    - C. iliescui Radulesco & Sudre 1985
    - C. mackennai Radulesco, Iliesco & Iliesco 1976